# Meggie Albanesi
Meggie Albanesi (8 de octubre de 1899-9 de diciembre de 1923) fue una actriz teatral y cinematográfica de nacionalidad británica.

## Biografía
Su nombre completo era Margherita Cecila Brigida Lucia Maria Albanesi, y nació en Londres, Inglaterra. Sus padres eran Effie Adelaide Rowlands, una escritora, y Chevalier Carlo Albanesi, un violinista italiano. Albanesi estudió en la Royal Academy of Dramatic Art, y debutó en el cine en 1919. 
Albanesi disfrutó de una fructífera carrera teatral, actuando en obras como la de John Galsworthy The First and the Last, en compañía de Owen Nares, y pronto la crítica pasó a considerarla como una de las actrices británicas más prometedoras. Sin embargo, tras rodar únicamente seis filmes, la actriz falleció a causa de una enfermedad intestinal en Broadstairs, Inglaterra, en 1923. Tenía 23 años de edad.
Albanesi mantuvo una relación con el productor teatral y cinematográfico Basil Dean, quien quedó obsesionado por el recuerdo de la actriz tras fallecer ésta. Tanto fue así, que Dean se vio atraído por su esposa, la actriz Victoria Hopper, a causa de su parecido físico con Albanesi. La última cinta dirigida por Dean, 21 Days, estaba basada en la obra teatral The First and the Last, en la cual él había trabajado en su momento con Albanesi.

## Filmografía
- The Better 'ole (1919)
- Mr. Wu (1919)
- Darby and Joan (1919)
- The Skin Game (1921)
- The Great Day (1921)
- Det omringade huset, o The House Surrounded (1922)